# 제임스 핀레이슨 (배우)

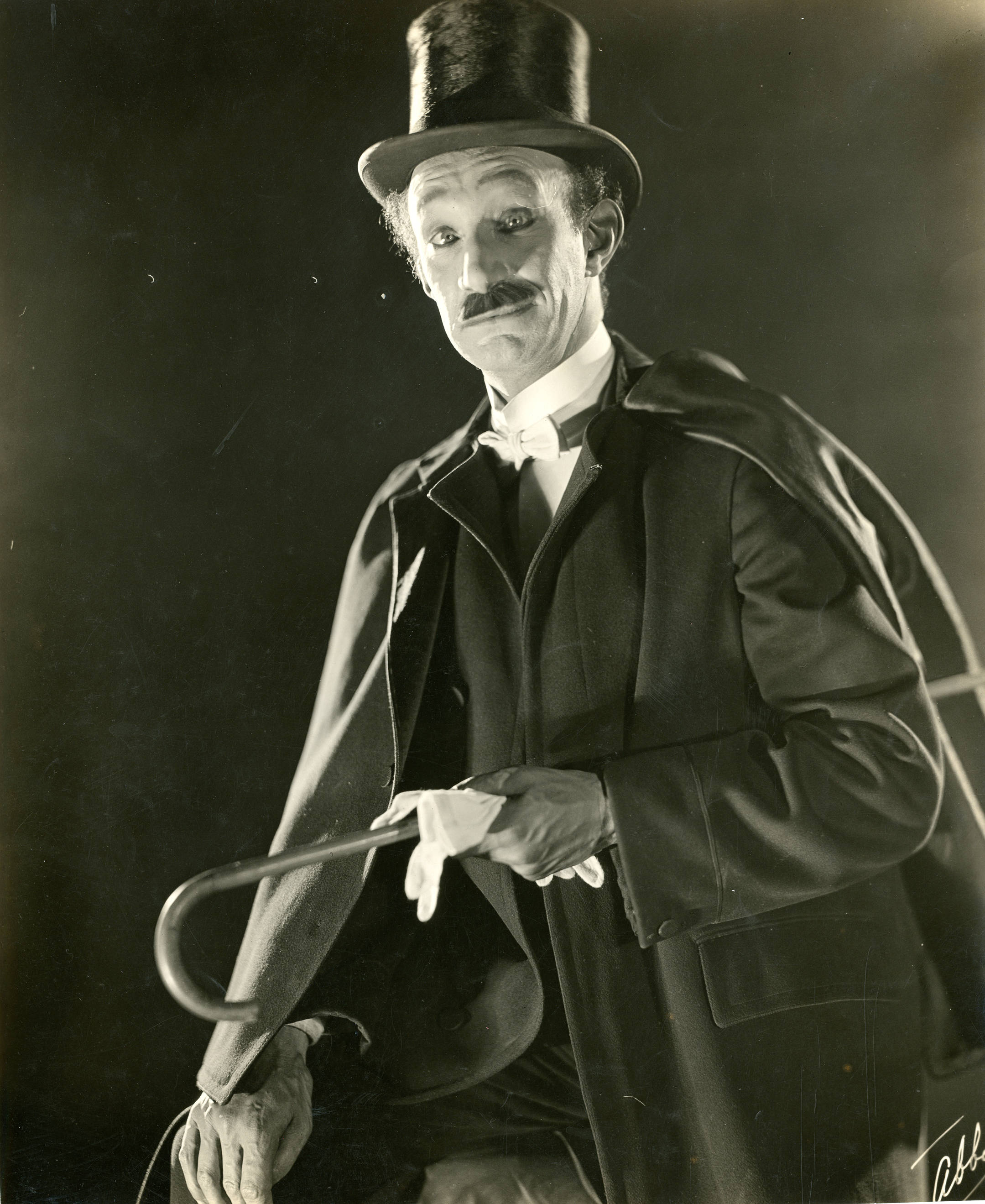

제임스 핀레이슨(James Finlayson, 1887년 8월 27일 ~ 1953년 10월 9일)은 영국의 배우, 희극 배우, 연극 배우, 영화배우이다.
폴커크에서 태어났으며 로스앤젤레스에서 사망하였다. 사인은 심근 경색이다.

## 영화
- 로얄 웨딩 (1951년)
- 히어 컴스 더 그룸 (1951년)
- 줄리아 미스비헤이브 (1948년)
- 폴라인의 모험 (1947년)
- 쉬-울프 오브 런던 (1946년)
- 틸 더 클라우즈 롤 바이 (1946년)
- 나이스 걸 (1941년)
- 케어프리 (1938년)
- 새벽의 출격 (1930년)